# Császárlégykapó-félék

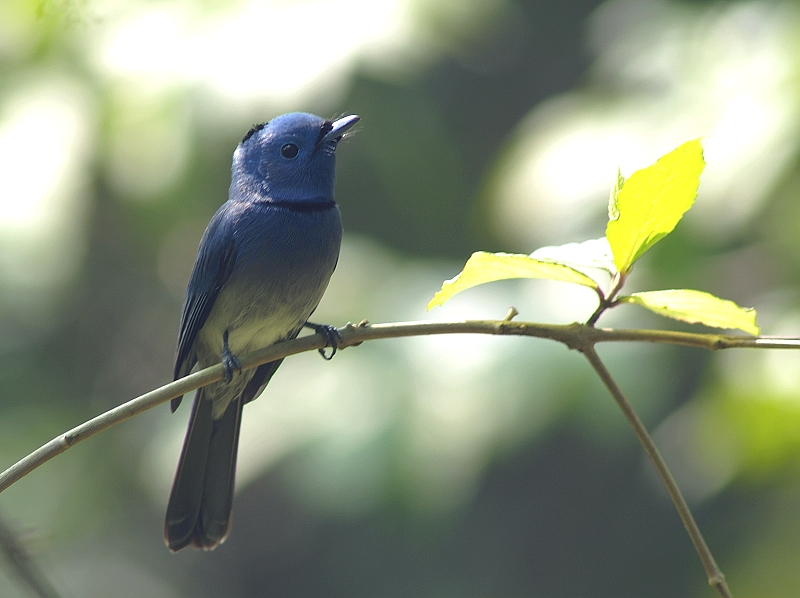
Lazúrkék császárlégykapó (Hypothymis azurea)

A császárlégykapó-félék (Monarchidae) a madarak (Aves) osztályának verébalakúak (Passeriformes) rendjébe tartozó család. 
Egyes rendszerekben a drongófélék (Dicruridae) alcsaládjaként sorolják be Monarchinae néven.

## Előfordulásuk
Fajai jelen vannak a Szaharában, Délkelet-Ázsiában, Ausztráliában és számos Csendes-óceáni szigeten, többségük természetes élőhelyük erdők van.

## Megjelenésük
Kis méretű énekesmadarak, hosszú farokkkal.

## Életmódjuk
Csak néhány fajuk vándorol, a többségük állandó.

## Szaporodásuk
Sok faj díszíti a csésze alakú fészeknek a külsejét zuzmóval.

## Rendszerezés
A családba az alábbi nemek tartoznak.

### Terpsiphoninae
- Trochocercus - 2 faj
- Hypothymis - 4 faj
- Terpsiphone - 18 faj

### Monarchinae
- Grallina – 2 faj
- Arses – 4 faj
- Myiagra - 19 élő és 1 kihalt faj
- Symposiachrus – 20 faj
- Carterornis – 3 faj
- Monarcha – 8 faj

- Chasiempis - 1 faj
- Pomarea - 5 élő és 4 kihalt faj
- Mayrornis - 3 faj
- Neolalage - 1 faj
- Clytorhynchus - 4 faj
- Machaerirhynchus – 2 faj
- Metabolus - 1 faj
- Lamprolia - 1 faj
- Eutrichomyias - 1 faj